# یائودانگ

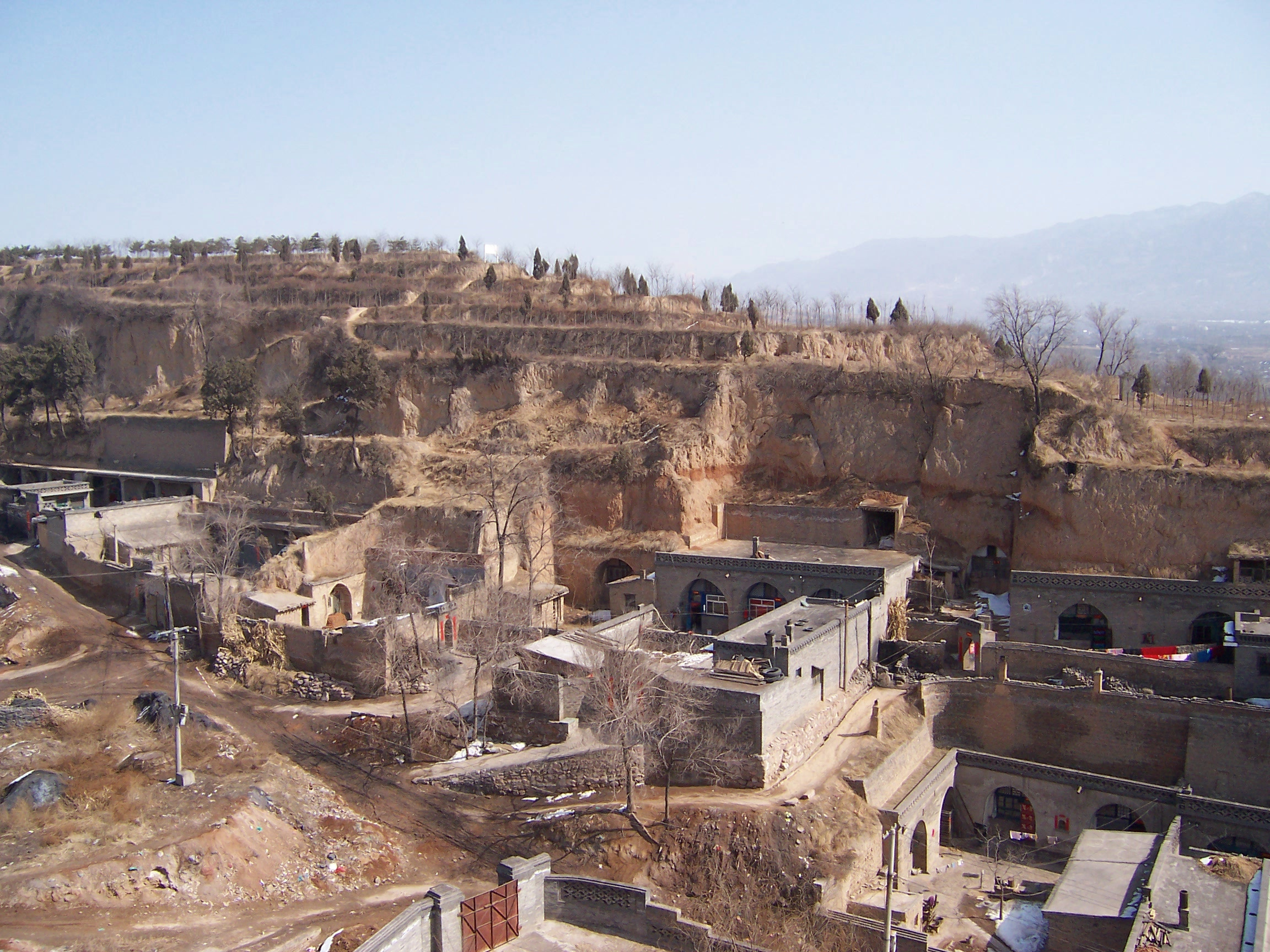
یائودانگ سنتی

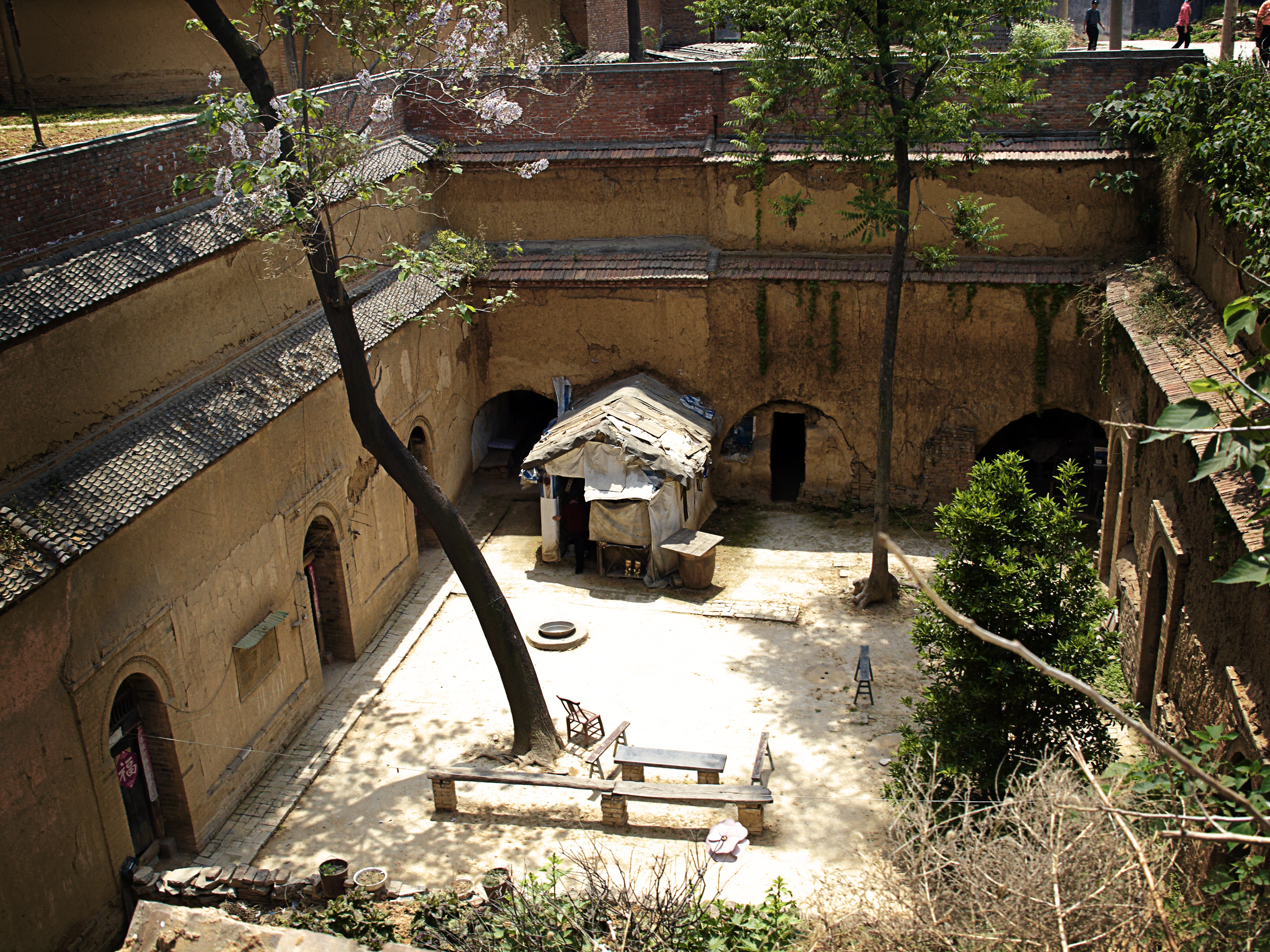
حیاط یگ یائودانگ

یائودانگ (چینی: 窑洞) یا خانهٔ غاری نوعی زمین‌پناه است که در فلات بادرفتی در شمال چین معمول است. یائودانگ‌ها معمولاً در دل تپه یا به شکل عمودی از طریق یک خان‌چال کنده می‌شوند. قدمت یائودانگ‌ها در چین به عصر برنز می‌رسد.
این خانه‌ها به علت خاصیت گرمایی خاک در زمستان گرم و در تابستان خنک می‌مانند. دانشمندان و محققان در دهه گذشته به منظور توسعهٔ روش‌های معماری سبز به یائودانگ‌ها توجه ویژه‌ای کرده‌اند.
در سال ۲۰۰۶، حدود ۴۰ میلیون نفر در شمال چین در یائودانگ‌ها زندگی می‌کردند.